# Le Landeron
Le Landeron är en ort och kommun i kantonen Neuchâtel, Schweiz. Kommunen har 4 647 invånare (2023).
La Landeron ligger vid Bielsjön.